# Don Thompson
Pour le PDG de McDonald's, voir Don Thompson (PDG).
Donald "Don" James Thompson, né le 20 janvier 1933 à Hillingdon et mort le 4 octobre 2006 à Frimley, est un athlète britannique, spécialiste de la marche athlétique.
C'est le seul Britannique à avoir remporté une médaille d'or lors des Jeux de Rome en 1960, lors du 50 km marche. Il remporta également une médaille de bronze lors des Championnats d'Europe de 1962, sur la même distance.